# Bintang Musara
Bintang Musara is een bestuurslaag in het regentschap Bener Meriah van de provincie Atjeh, Indonesië. Bintang Musara telt 305 inwoners (volkstelling 2010).